# Episode Six
Episode Six was een Britse beat- en poprockband uit het midden van de jaren 1960.

## Bezetting
- Roger Glover (basgitaar, 1964–1968)
- Ian Gillan (zang, 1965–1968)
- Graham Carter (zang, gitaar, 1964–1969)
- Sheila Carter-Dimmock (zang, keyboards, 1964–1974)
- Harvey Shield (drums, 1964–1967)
- Mick Underwood[3] (drums, 1968–1972)
- Tony Lander[4] (gitaar, 1964–1974)
- John Kerrison (drums, 1967–1968)
- John Gustafson[5] (zang, basgitaar, 1969–1972)
- Tony Dangerfield[6] (basgitaar, 1972–1974)
- Dave Lawson (drums, 1972–1974)

## Geschiedenis
Roger Glover toonde al vroeg interesse in muziek. Op de Harrow County School ontmoette hij zijn eerste medestrijders, waarmee hij tijdens de vroege jaren 1960 de band The Madisons oprichtte. Deze band ging in 1962 samen met The Lightnings. In oktober 1963 werd de bandnaam gewijzigd in Episode Six. Uit de begindagen van The Madisons waren Roger Glover (bas), Tony Lander (gitaar) en Harvey Shield (drums) over gebleven. De formatie werd gecompleteerd  door Andy Ross (zanger), Graham Carter (gitaar) en Sheila Carter-Dimmock (zang, keyboards) van de vroegere Lightnings. In mei 1965 werd Andy Ross vervangen door Ian Gillan. Ze repeteerden tweemaal per week in het huis van de familie Carter, echter zonder versterker. Sheila's vader drong bij hen aan voor liveoptredens. Daarbij kleedden ze zich in fijne witte hemden en lederen vesten in Beatles-stijl.
In 1966 publiceerde de band vier singles, die geen verkoopsucces werden, maar de band wel een mate van bekendheid garandeerden. Zo werd de band uitgenodigd door Radio London voor een groot open-air festival in mei 1966, samen met David Bowie, In september 1966 gingen ze met Dusty Springfield op tournee en tijdens de herfst hadden ze wekelijkse optredens in de Marquee Club in Londen. In november verscheen de eerste solosingle I Will Your Heart Warm van Sheila Carter-Dimmock. Het jaar werd afgesloten met een langer verblijf in Beiroet en de band bezette in de hitparade van het land Libanon tegelijk meerdere posities.
In 1967 verliet Harvey Shield om gezondheidsredenen de band, nadat deze vier weken had getoerd door Duitsland. Hij werd vervangen door John Kerrison, die al vroeger met de bassist Nick Simper in een band speelde. Kerrison werd echter in de zomer van 1968 weer ontslagen en zijn vervanger werd Mick Underwood, die voorheen had gedrumd bij The Outlaws, de begeleidingsband van de uit Duitsland afkomstige zanger Heinz.
Tot aan het midden van de jaren 1960 kwamen vijf verdere singles op de markt, de laatste twee bij Chapter One. Ook met de verdere publicaties en meerdere mutaties in de bandbezetting, bleef het succes uit. In juni 1969 werden Ritchie Blackmore en Jon Lord opmerkzaam op Episode Six tijdens een liveoptreden in Londen en boden Ian Gillan een job aan bij Deep Purple. Roger Glover, die vooreerst meewerkte bij een studiosessie, kreeg eveneens een aanbod. Later vormden ze met Ian Paice de Mark II-bezetting.
De publicaties van Episode Six waren allen zeer verschillend. Hun debuutsingle Put Yourself in my Place (bij Pye Records), was een titel van The Hollies en verscheen aan het begin van 1966. Hun tweede publicatie I Hear Trumpets Blow was een ballade en was origineel afkomstig  van The Tokens. De B-kant van de derde single Mighty Morris Ten verscheen in surfsound, zoals deze werd gepresenteerd door The Beach Boys en The Hondells en was een van de weinige opnamen van dit genre, dat ooit in het Verenigd Koninkrijk werd opgenomen. De volgende single Love-Hate-Revenge daarentegen was een folkrock-nummer. Morning Dew was een folkrock-ballade, die afkomstig was van Bonnie Dobson en later veelvoudig werd overgenomen door andere zangers en bands, onder andere door The Grateful Dead, Nazareth en Robert Plant.

## Verdere carrières
John Gustafson, die al van 1967 tot 1969 had gespeeld bij The Merseybeats, speelde later samen met Mick Underwood bij Quatermass en behoorde bij de beginformatie van Roxy Music. Tony Dangerfield behoorde nu en dan bij de begeleidingsband van Screaming Lord Sutch, waarbij al Ritchie Blackmore als beroepsmuzikant was begonnen. Dave Lawson, die voorheen ook al had gedrumd bij The Shadows, werkte onder andere samen met Dave Greenslade

## Discografie

### Singles
- 1966: Put Yourself in my Place / That's All I Want (Pye Records)
- 1966: I Hear Trumpets Blow / True Love is Funny (Pye Records)
- 1966: Here, There And Everywhere / Mighty Morris Ten (Pye Records)
- 1967: Love Hate Revenge / Baby Baby Baby (Pye Records)
- 1967: Morning Dew / Sunshine Girl (Pye Records)
- 1967: I Can Cee Through You / When I Fall in Love (Pye Records)
- 1968: Little One / Wide Smiles (MGM Records)
- 1968: Lucky Sunday / Mr. Universe (Chapter One Records)
- 1969: Mozart Versus the Rest / Jack D'or (Chapter One Records)

### Compilaties
- 1987: Put Yourself in My Place
- 1991: The Complete Episode Six: The Roots of Deep Purple
- 1997: BBC Radio 1 Live 1998/1969
- 2002: Cornflakes and Crazyfoam
- 2005: Love, Hate, Revenge